# Banjarangkan
Banjarangkan ist indonesischer Distrikt (Kecamatan) im Westen des balinesischen Regierungsbezirks Klungkung. Er grenzt im Westen an den Kecamatan Gianyar, im Nordwesten an den Kecamatan Bangli, im Norden an den Kecamatan Tembuku (ebenfalls Kab. Bangli), im Nordosten an den Kecamatan Rendang (Kab. Karangasem) sowie im Osten an den Kecamatan Klungkung. Im Süden bildet eine etwa drei Kilometer lange Küstenlinie zur Balisee eine natürliche Grenze.
Der Distrikt gliedert sich in 13 Dörfer ländlichen Typs (Desa).

## Verwaltungsgliederung
| Kode PUM 1    | Dorf                   | Fläche (km²) Ende 2021 | Einwohner Census 2010 | Einwohner Census 2020 | Einwohner Ende 2021 | Dichte Einw. pro km² |
| ------------- | ---------------------- | ---------------------- | --------------------- | --------------------- | ------------------- | -------------------- |
| 51.05.02.2001 | Negari                 | 2,17                   | 2.336                 | 2.870                 | 2.963               | 1.365,44             |
| 51.05.02.2002 | Takmung                | 4,87                   | 4.571                 | 5.034                 | 5.138               | 1.055,03             |
| 51.05.02.2003 | Banjarangkan           | 2,11                   | 4.773                 | 5.433                 | 5.475               | 2.594,79             |
| 51.05.02.2004 | Tusan                  | 3,28                   | 3.507                 | 4.241                 | 4.302               | 1.311,59             |
| 51.05.02.2005 | Bakas                  | 2,38                   | 1.754                 | 2.311                 | 2.419               | 1.016,39             |
| 51.05.02.2006 | Getakan                | 3,41                   | 2.584                 | 3.280                 | 3.498               | 1.025,81             |
| 51.05.02.2007 | Tihingan               | 3,21                   | 3.574                 | 3.842                 | 3.918               | 1.220,56             |
| 51.05.02.2008 | Aan                    | 3,91                   | 2.429                 | 2.978                 | 3.122               | 798,47               |
| 51.05.02.2009 | Nyalian                | 4,98                   | 4.636                 | 5.456                 | 5.638               | 1.132,13             |
| 51.05.02.2010 | Bungbungan             | 3,13                   | 2.709                 | 3.186                 | 3.619               | 1.156,23             |
| 51.05.02.2011 | Timuhun                | 2,44                   | 2.200                 | 2.991                 | 3.334               | 1.366,39             |
| 51.05.02.2012 | Nyanglan               | 2,92                   | 1.035                 | 1.324                 | 1.470               | 503,42               |
| 51.05.02.2013 | Tohpati                | 0,98                   | 1.007                 | 1.485                 | 1.580               | 1.612,24             |
| 51.05.02      | Kec. Banjarangkagan000 | 39,80                  | 37.115                | 44.431                | 46.476              | 1.167,74             |
Ergebnisse aus Zählung:
2010 und 2020, Fortschreibung (Datenstand: Ende 2021)

## Bevölkerung

### Bevölkerungsentwicklung der letzten drei Halbjahre
| Datum      | Fläche (km²) | Einwohner | männlich | weiblich | Dichte (Einw./km²) | Sex Ratio (m*100/w) |
| ---------- | ------------ | --------- | -------- | -------- | ------------------ | ------------------- |
| 31.12.2020 | 39,80        | 46.633    | 23.388   | 23.245   | 1.171,7            | 100,6               |
| 30.06.2021 | 39,80        | 46.786    | 23.469   | 23.317   | 1.175,5            | 100,7               |
| 31.12.2021 | 40,00        | 46.476    | 23.252   | 23.224   | 1.161,9            | 100,1               |
Fortschreibungsergebnisse